# Helia (planta)
Helia es un género  de plantas con flores perteneciente a la familia Gentianaceae. Comprende 68 especies descritas y de estas, solo 2 aceptadas.

## Taxonomía
El género fue descrito por  Carl Friedrich Philipp von Martius y publicado en Nova Genera et Species Plantarum . . . 2(2): 122. 1826[1827].

## Especies aceptadas
A continuación se brinda un listado de las especies del género Helia (planta) aceptadas hasta marzo de 2014, ordenadas alfabéticamente. Para cada una se indica el nombre binomial seguido del autor, abreviado según las convenciones y usos.
- Helia martii (Griseb.) Gilg
- Helia oblongifolia Mart.